# アシアー
アシアー（古希: Ἀσία, Asiā）は、ギリシア神話の女神である。長母音を省略してアシアとも表記される。
オーケアノスとテーテュースの娘たち（オーケアニデス）の1人で、一説にティーターンの1人イーアペトスとの間に、アトラース、メノイティオス、プロメーテウス、エピメーテウスを生んだ。
これに対してヘーシオドスの『神統記』はイーアペトスの妻を同じくオーケアニデスの1人クリュメネーとしている。さらに別の説によればアシアーはプロメーテウスの妻で、アジアー（アジア大陸、あるいは小アジア）の地名はアシアーに由来するという。しかしリューディア人はアジアーの地名はマネースの子コテュスの子アシアースに由来し、サルディースのアシアー氏も同じである主張したという。